# Аверинцев, Сергей Сергеевич
Серге́й Серге́евич Аве́ринцев (10 декабря 1937, Москва, СССР — 21 февраля 2004, Вена, Австрия) — советский и российский филолог, культуролог, анагност, историк культуры (в том числе христианской), философ, литературовед, библеист, переводчик и поэт.
Крупный специалист в области изучения истории античной и средневековой литературы, поэтики, философии и культуры, русской и европейской литературы и философии культуры XIX—XX веков, поэзии Серебряного века. 
Член-корреспондент АН СССР (с 23 декабря 1987) и действительный член РАН (с 22 мая 2003), член Папской академии общественных наук, иностранный член НАН Украины.
Член СП СССР (1985), русского ПЕН-центра (1995), председатель Российского библейского общества (с 1990), международного Мандельштамовского общества (с 1991), президент Ассоциации культурологов.

## Биография
Сын биолога Сергея Васильевича Аверинцева (1875—1957) и Натальи Васильевны Аверинцевой (1901—1985). Всю свою молодость С. С. Аверинцев прожил в одной из комнат коммунальной квартиры, где ютилось ещё тринадцать семей. Отец С. С. Аверинцева — человек широко образованный, любил музыку, литературу и поэзию, декламировал Горация на латыни и много внимания уделял своему сыну. С. С. Аверинцев писал: «Мой отец вообще пришёл из XIX века, он родился в 1875 году, и это сразу дало мне в детстве, без особых усилий с моей стороны, чувство истории — XIX век был совсем недавно».
Окончил кафедру классической филологии филологического факультета МГУ имени М. В. Ломоносова (1961, дипломная работа «Принципы построения биографии у Плутарха»). В 1967 году защитил кандидатскую диссертацию по филологии («Плутарх и античная биография: к вопросу о месте классика жанра в истории жанра»; научный руководитель — С. И. Радциг), в 1979 году — докторскую («Поэтика ранневизантийской литературы»).
После окончания аспирантуры работал научным редактором в издательстве «Мысль» (1964—1966), затем — младшим научным сотрудником в Государственном институте искусствознания (1966—1971). В 1969—1972 годах читал на историческом факультете МГУ пользовавшийся большой популярностью курс по византийской эстетике. Член редакционной коллегии серии книг «Библиотека античной литературы», выпущенной издательством «Художественная литература».
В 1971—1991 годах — старший научный сотрудник ИМЛИ имени М. Горького АН СССР, в 1981—1991 годах заведовал сектором истории античной литературы.
В 1989—1991 годах народный депутат СССР, разрабатывал закон о свободе совести.
В 1989—1994 годах — профессор кафедры истории и теории мировой культуры философского факультета МГУ; в 1992—2004 годах — заведующий отделом христианской культуры Института мировой культуры МГУ.
В 1992—1994 годах — главный научный сотрудник Института высших гуманитарных исследований им. Е. М. Мелетинского РГГУ.

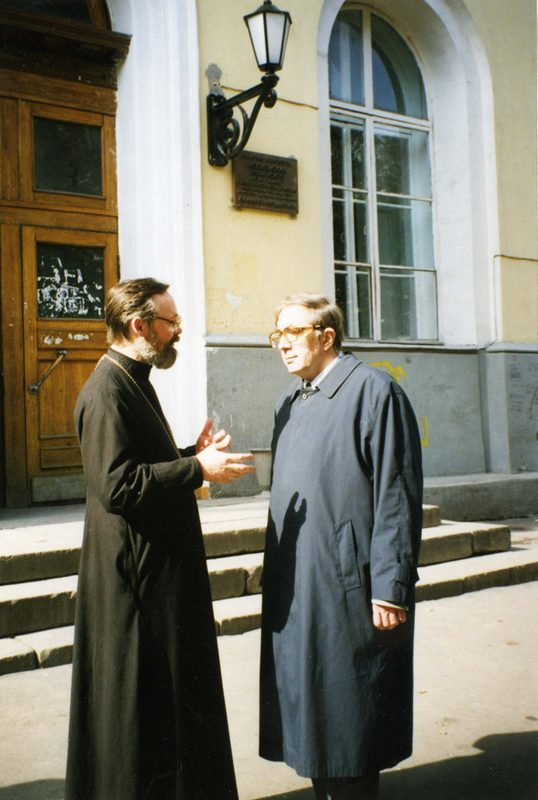
Г. С. Кочетков и С. С. Аверинцев

Последние годы жизни провёл в эмиграции в Австрии.
С 1994 года — профессор Института славистики Венского университета. Был постоянным прихожанином Свято-Николаевского собора в Вене.
В 1998 году присвоено звание почётного профессора Киево-Могилянской академии.
В мае 2003 года в Риме во время конференции «Италия и Петербург» перенёс обширный инфаркт, после которого в течение почти десяти месяцев находился в коме. Незадолго до его кончины епископ Венский Иларион (Алфеев) совершил над ним таинство Елеосвящения.
Скончался 21 февраля 2004 года в Вене (Австрия).
24 февраля в Венском Свято-Николаевском кафедральном соборе совершена торжественная панихида по С. С. Аверинцеву, которую совершал епископ Венский и Австрийский Иларион в сослужении настоятеля Собора протоиерея Владимира Тыщука и клирика собора иерея Радослава Ритича. Согласно завещанию, похоронен рядом с родителями в Москве на Даниловском кладбище.

### Личная жизнь, семья
Аспирантом женился на выпускнице филологического факультета Наталье Петровне Зембатовой-Аверинцевой (род. 1939), которую привёл к своей маме всё в ту же комнату. Этот брак длился всю жизнь Аверинцева, а каков он был, Сергей Сергеевич незадолго до кончины сказал сам в интервью, отвечая на вопрос, считает ли он себя счастливым человеком. Перечислив несколько причин, по которым он считает свою жизнь очень счастливой, сказал: «Я счастливый человек ещё и потому, что адресат моих юношеских стихов и самых последних — один и тот же».

## Научная деятельность
Совмещая пристальный интерес к тексту с универсальной эрудицией и литературно-критической аналитичностью, исследовал различные пласты европейской, в том числе христианской, культуры — от античности до современности, сделав ряд оригинальных историко-литературных и теоретических открытий (статьи «Филология» в «Краткой литературной энциклопедии», т. 7, М., 1972; «Новый Завет», «Теизм», «Теократия», «Христианство», «Эсхатология» и мн. др. в «Философской энциклопедии», тт. 4, 5, М., 1967, 1970; «Архетипы», «Христианство» и др. в энциклопедии «Мифы народов мира», М., 1987—1988; монография «Поэтика ранневизантийской литературы», 1977, защищена в качестве докторской диссертации; многочисленные статьи, посвящённые греческой, латинской и ближневосточной словесности и эстетике); переводы древних (в том числе византийских, латинских и сирийских) и современных авторов (в основном с немецкого языка — Фридриха Гёльдерлина, Германа Гессе, Георга Тракля), статьи в энциклопедиях и научных изданиях об Освальде Шпенглере, Жаке Маритене, Карле Густаве Юнге и Йохане Хёйзинге, главы в коллективных трудах «История Византии», «История всемирной литературы» и др., концептуальные статьи-обзоры «На перекрёстке литературных традиций», 1973.
В острой полемике «неославянофилов» и «неозападников» отвергал крайности обеих позиций, выдвигая, в своеобразном наследовании учению Августина Блаженного, тезис о будущем христианстве как нравственном сопротивлении меньшинства. Имел особое пристрастие к Честертону.
Писал также религиозные стихи. «Основа поэзии Аверинцева — неколебимость Божьего слова и неприкосновенность непостижимых разумом тайн» (Вольфганг Казак).
Как передаёт Г. Гусейнов, М. Л. Гаспаров писал о С. С. Аверинцеве, что тот точно знал во всякий момент, говорит ли он как человек мыслящий, с доказательствами, или как человек чувствующий, с убеждением.

## Награды и премии
- Медаль Памяти 13 января (19 января 1992, Литва)[24]
- Государственная премия Российской Федерации (1996)[5] — За монографию «Культура Византии IV—XV веков» в трёх томах
- Государственная премия СССР (1990)[5] — за фундаментальное исследование «Мифы народов мира» (энциклопедия в 2 томах, 1987—1988, 2-е издание)
- премия Ленинского комсомола (1968) за кандидатскую диссертацию по филологии («Плутарх и античная биография: К вопросу о месте классика жанра в истории жанра»[6]

Сергей Капица рассказывал: «В свое время вместе с Евгением Велиховым я работал в комиссии по присуждению премий Ленинского комсомола. И в отношении Аверинцева и его монографии о Плутархе гуманитарии столкнулись на непримиримых позициях: одни говорили, что Аверинцев — светоч и надежда нашей науки, а другие — что он религиозный мистик, и премия Ленинского комсомола — последнее, что ему светит.
Велихов попросил меня, работающего в подкомиссии по точным наукам и инженерии, подключиться. Я прочитал диссертацию, можно сказать, в лупу смотрел, но не мог обнаружить религиозного оттенка. Не сразу, но нашел способ, как примирить позиции. В итоге Сергей Аверинцев получил премию Ленинского комсомола. А могли бы навесить ярлык и загубить всю его последующую научную карьеру».
- В 2001 г. стал лауреатом «Премии сенатора Джованни Аньелли за диалог между культурными вселенными». По словам директора «Фонда Дж. Аньелли» Марчелло Пачини, Аверинцев был удостоен этой награды не только как ученый, но и как общественный деятель и гражданин, сыгравший видную роль в утверждении ценностей демократии и правового государства в современной России[26].

## Публикации
Автор более 800 научных публикаций, в том числе:
Монографии
1. Плутарх и античная биография. К вопросу о месте классика жанра в истории жанра. — М.: Наука, 1973. — 278 с.
2. Поэтика ранневизантийской литературы. — М.: Наука, 1977. — 320 с.
3. Проблемы литературной теории в Византии и латинском средневековье. — М.: Наука, 1986. — 255 с. В соавторстве с М. Л. Гаспаровым.
4. «Скворешниц вольных гражданин…». Вячеслав Иванов: путь поэта между мирами. — СПб.: Алетейя, 2001. — 176 с.

Сборники статей
1. Аверинцев С. С. Религия и культура. Tenafly, NJ, Эрмитаж, — 144 с.
2. Аверинцев С. С. Попытки объясниться: Беседы о культуре. — М.: Правда, 1988.
3. Аверинцев С. С. Риторика и истоки европейской литературной традиции. — М.: Языки русской культуры, 1996. — 447 с.
4. Аверинцев С. С. Поэты. — М.: Языки русской культуры, 1996. — 364 с.
5. Аверинцев С. С., Франк-Каменецкий И. Г., Фрейденберг О. М. От слова к смыслу: Проблемы тропогенеза. — М.: УРСС, 2001.
6. Аверинцев С. С. София-Логос. — Киев: Дух и Литера, 2000. — 912 с.
7. Аверинцев С. С. Образ Античности. — СПб.: Азбука-классика, 2004. — 480 с.
8. Аверинцев С. С. Другой Рим. — СПб.: Амфора, 2005. — 368 с.
9. Аверинцев С. С. Связь времён. — Киев: Дух и Литера, 2005. — 448 с.
10. Аверинцев и Мандельштам. Статьи и материалы. — М.: РГГУ, 2011.

Переводы
- Плутарх. Лукулл // Плутарх. Сравнительные жизнеописания. — М., 1963. — Т. 2.
- Тимей (Платон) и Критий (Платон) / Перевод С. Аверинцева // Платон. Собр. соч. в 4-х томах. — М.: Мысль, 1994. — Т. 3. (впервые опубликован в 1965 году)
- Каллимах. Гимны // Александрийская поэзия. — М., 1972. — С. 101—129. (Библиотека античной литературы)
- Книга Иова // Поэзия и проза Древнего Востока. — М., 1974. — С. 563—625. (Библиотека всемирной литературы).
- Плутарх. Наставления в государственных делах // Плутарх. Избранное. — М., 1983. — С. 583—626.
- Гессе Г. Паломничество в страну Востока.
- От берегов Босфора до берегов Евфрата. — М.: Наука, 1987. — 480 с.
  - Многоценная жемчужина. Литературное творчество сирийцев, коптов и ромеев в 1 тыс. н. э. — М., Ладомир. 1994. (2-е изд.; есть позднейшие переиздания)
- Переводы: Евангелие от Матфея. Евангелие от Марка. Евангелие от Луки. Книга Иова. Псалмы Давидовы. — Киев: Дух и Литера, 2004.

Сочинения
- Аверинцев С. Бахтин и русское отношение к смеху // От мифа к литературе: Сб. в честь 75-летия Е. М. Мелетинского . — М., 1993. — С. 341—345.
- Аверинцев С. Христианский аристотелизм как внутренняя форма западной традиции и проблемы современной России // Риторика и истоки европейской культурной традиции. — М., 1996. — стб. 319—329, 347—367.
- Аверинцев C. Риторика как подход к обобщению действительности // Поэтика древнегреческой литературы. — М.: Наука, 1981. — С. 15-46.
- Аверинцев С. Миссионер для племени интеллигентов.
- Аверинцев С. Судьбы европейской культурной традиции в эпоху перехода от Античности к Средневековью // Из истории культуры Средних веков и Возрождения. — М.: Наука, 1976. — С. 17—64.
- Аверинцев С. Истоки и развитие раннехристианской литературы.
- Аверинцев С. Византийский культурный тип и православная духовность : Некоторые наблюдения // Аверинцев С. С. Поэтика ранневизантийской литературы. — СПб.: Азбука-классика, 2004. — С. 426—444.
- Аверинцев С. Золото в системе символов ранневизантийской культуры // Аверинцев С. С. Поэтика ранневизантийской литературы. — СПб.: Азбука-классика, 2004. — С. 404—425.
- Аверинцев С. Авторство и авторитет // Историческая поэтика. Литературные эпохи и типы художественного сознания. — М., 1994. — С. 105—125.
- Аверинцев С. Символ // Аверинцев С. С. София-Логос : Словарь. — 2-е изд., испр. — Киев: Дух i Літера, 2001. — С. 155—161.
- Аверинцев С. К истолкованию символики мифа о Эдипе // Античность и современность. — М., 1972. — С. 90-102.
- Аверинцев С. Два рождения европейского рационализма // Вопросы философии. — 1989. — № 3. — С. 3-13.
- Аверинцев C. Бахтин, смех, христианская культура // М. М. Бахтин как философ. — М.: Наука, 1992. — С. 7-19.
- Аверинцев С. С. Добрый Плутарх рассказывает о героях, или счастливый брак биографического жанра и моральной философии // Плутарх. Сравнительные жизнеописания в двух томах. — М., 1994. — Т. 1. — C. 637—653.
- Аверинцев С. Историческая подвижность категории жанра: опыт периодизации // Историческая поэтика : Итоги и перспективы изучения. — М.: Наука, 1986. — С. 104—116.
- Аверинцев С. С. Заметки к будущей классификации типов символа // Проблемы изучения культурного наследия. — М., 1985.
- Аверинцев С. С. Символика раннего Средневековья (К постановке вопроса)
- Аверинцев С. С. Эсхатология // Новая философская энциклопедия / Ин-т философии РАН; Нац. обществ.-науч. фонд; Предс. научно-ред. совета В. С. Стёпин, заместители предс.: А. А. Гусейнов, Г. Ю. Семигин, уч. секр. А. П. Огурцов. — 2-е изд., испр. и допол. — М.: Мысль, 2010. — ISBN 978-5-244-01115-9.

Проповеди
- Аверинцев С. С. Слово после вечерни в праздник Преображения Господня в храме Успения Пресвятой Богородицы в Печатниках, 18 августа, 1995 г.
- Аверинцев С. С. О благодарности. О злых виноградарях
- Аверинцев С. С. Воскресение — это сердце нашей веры. Отрывок из проповеди
- Аверинцев С. С. Последняя проповедь Сергея Сергеевича Аверинцева в СФИ (Свято-Филаретовском православно-христианском Институте)
- Аверинцев С. С. Проповеди в храме Успения пресвятой Богородицы в Печатниках и в СФИ (Свято-Филаретовском православно-христианском Институте)